# Katsusada Hirose

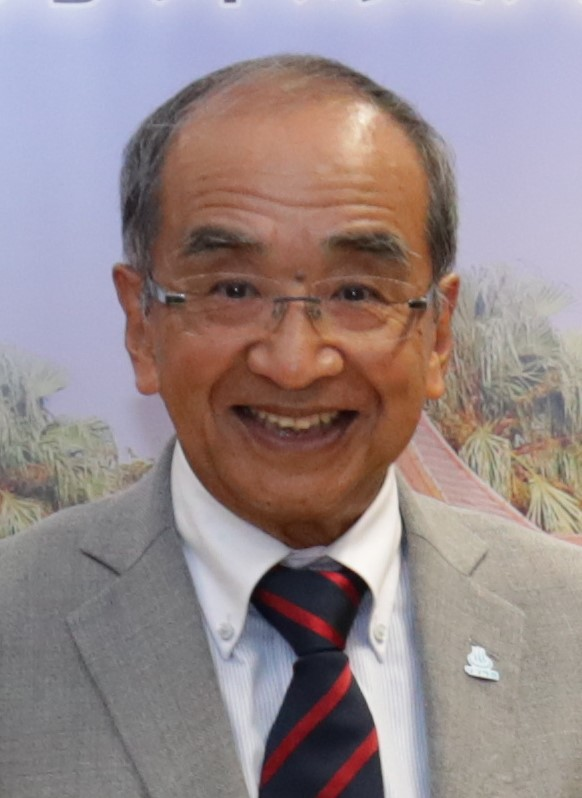
Katsuhisa Hirose (2016)

Katsusada Hirose (jap. 広瀬 勝貞 Hirose Katsusada; * 25. Juni 1942 in Hita, Präfektur Ōita) ist ein japanischer Politiker und war von 2003 bis 2023 parteiloser Gouverneur von Ōita.
Hirose wurde nach seinem Studienabschluss an der rechtswissenschaftlichen Fakultät der Universität Tokio 1966 Beamter im MITI. 1991 wurde er Sekretär von Premierminister Kiichi Miyazawa, 1996 Leiter des Ministersekretariats, zuletzt war er ab 1999 beamteter Staatssekretär (jimujikan) im MITI, ab 2001 im Nachfolgeministerium METI. 2002 endete seine Beamtenlaufbahn.
2003 zog sich in der Präfektur Ōita Gouverneur Morihiko Hiramatsu nach sechs Amtszeiten zurück. Bei der Wahl im April 2003 kandidierte Hirose mit Unterstützung von LDP, Kōmeitō und Neuer Konservativer Partei und konnte den späteren DPJ-Abgeordneten Shūji Kira sowie den Kommunisten Kōzō Abe bei hoher Wahlbeteiligung mit knapp 49 % der Stimmen schlagen. 2007 und 2011 wurde er jeweils gegen nur einen kommunistischen Gegenkandidaten wiedergewählt. Bei der Wahl 2015 unterstützte die DPJ den ehemaligen nationalen Parlamentsabgeordneten und Bürgermeister der Stadt Ōita Ban Kugimiya als Herausforderer, aber Hirose setzte sich mit 62,2 % der Stimmen gegen Kugimiya (32,4 %) und drei weitere Kandidaten für eine vierte Amtszeit durch. 2019 gewann er mit 80 % der Stimmen gegen zwei Kandidaten. Zur Wahl 2023 zog er sich nach fünf Amtszeiten zurück.

## Familie
Hiroses Vorfahre Tansō war ein konfuzianischer Gelehrter der Edo-Zeit, sein Vater Masao Bürgermeister von Hita, LDP-Unterhausabgeordneter und Postminister, sein Bruder Michisada war Präsident von TV Asahi und des nationalen Verbandes der Privatsender, ein anderer Bruder, Sadao, Präsident des Textilunternehmens Fujibō. Seine Frau ist eine Enkelin des Abgeordneten Heishirō Hayashi und Schwester des Abgeordneten und Ex-Verteidigungsministers Yoshimasa Hayashi. Sein Sohn Ken wurde bei der Wahl 2024 Mitglied des nationalen Unterhauses für den Wahlkreis Ōita 2.